# Ludivina García Arias
Ludivina García Arias (Morelia, Mèxic, 13 de desembre de 1945) és una historiadora i política socialista espanyola. Filla de mestres ugetistes asturians, exiliats de la guerra civil espanyola, estudià a l'Instituto Luis Vives de Mèxic DF i es llicencià en Història universal a la Universitat Nacional Autònoma de Mèxic, on des del 1963 fou representant dels estudiants de Filosofia i Lletres del Consell Universitari.
Durant els darrers anys del franquisme va tornar a Astúries, on va treballar com a professora d'ensenyament secundari i el 1972 ingressà al PSOE, aleshores encara en la clandestinitat. Durant la transició democràtica participà en la reorganitzacio de la Federació Socialista Asturiana del PSOE, en l'Agrupació Socialista d'Oviedo i en la UGT d'Astúries. Així, en el XXX Congrés de la UGT a Madrid de 1976 sou nomenada secretària d'emigració de la Comissió Executiva Federal. El 1995 fou nomenada vocal de la Comissió Executiva del PSOE i ha estat membre del Comitè Federal el 1998-2000.
Fou escollida diputada per Astúries a les eleccions generals espanyoles de 1979 i 1982. Fou vocal de la comissió d'afers exteriors del Congrés dels Diputats. Posteriorment fou escollida diputada a les eleccions al Parlament Europeu de 1987, 1989 i 1994. Quan deixà l'escó d'eurodiputada tornà a ser escollida diputada per Astúries a les eleccions generals espanyoles de 2000.
Durant el seu mandat al Parlament Europeu fou vicepresidenta de la Delegació per a les relacions amb les Nacions Unides (1988-1989), presidenta de la Delegació per a les relacions amb la República Txeca i Eslovàquia (1990-1995) i membre de la delegació per a les relacions amb els països del Sud-est Asiàtic i l'ASEAN i de l'Assemblea Paritària del Conveni concertat entre els Estats d'Àfrica, del Carib i del Pacífic i la Unió Europea (1995-1999).
De 1987 a 1990 ha estat presidenta d'EURACOM (Associació Europea de Municipis Miners) i és presidenta de l'Associació de Descendents de l'Exili Espanyol que té la seu a Madrid.